# Горішня Вигнанка
Горі́шня Ви́гнанка — село в Україні, Тернопільська область, Чортківський район, Чортківська міська громада. Адміністративний центр колишньої Горішньовигнанської сільської ради, якій було підпорядковане с. Переходи. До села приєднано хутір Вільховець.

## Назва
За переказами, назва поселення походить від слова «вигони» (лівий берег р. Серет, зокрема територія сучасного села, відома природними пасовищами-вигонами). Відомі й інші версії походження села. Вигнанка була названа Долішньою і Горішньою. Долішня — це територія від р. Серет до підніжжя гори (нині район залізничного вокзалу, вулиць Замкової та Шопена м. Чорткова). Горішня Вигнанка була на місці сучасного села, вона на сто років молодша від Долішньої. Назва Долішня Вигнанка зберігалася до 1931 р.

## Символіка
Герб с. Горішня Вигнанка: у золотому полі з трьома червоними трояндами із золотими осердями та зеленими листочками (2:1) зелене перекинуте вістря, в якому виходить срібна кінська голова.
Прапор с. Горішня Вигнанка: квадратне жовте полотнище, на якому три червоні троянди з жовтими осердями та зеленими листочками (2:1); з верхнього краю до середини прапора йде зелений клин, на якому виходить біла кінська голова.
Голова коня уособлює вигони та пасовища, на яких місцеві мешканці займалися вирощуванням худоби та коней (герб є напівпромовистим). Три троянди вказують на розташування села біля Чорткова, «вгорі» від міста, оскільки колишня Нижня Вигнанка вже давно увійшла в його межі.

## Розташування
Розташоване на лівому березі Серету, ліва притока Дністра, за 3 км від районного центру і найближчої залізничної станції Чортків.
Територія — 1,95 км². Дворів — 470.

### Місцевості
- Вільховець — хутір, розташований за 0,7 км від села. У 1952 році на хуторі — 16 дворів, 58 жителів.[2]

## Історія
Поблизу Горішньої Вигнанки виявлено археологічні пам'ятки трипільської культури та поховання перших століть н. е. Вигнанка — поселення трипільської культури розміщене на городі та в парку. На поселенні досліджено розкопками площу 10×12 м, виявлено рештки житла, значено уламки розписної кераміки та крем'яні знаряддя. Розкопки Г. Оссовського у 1890 р. Матеріал зберігається в Краківському археологічному музеї.
Перша писемна згадка — 1581.
Від кінця XI ст. до 1144 року територія села належала до Теребовльського, відтак — Галицького, згодом — Галицько-Волинського князівств; від 1387  під владою феодальної Польщі.
Перші поселенці Горішньої Вигнанки походили з родин Шовкопляса та Семенчука, які перебралися сюди із села Майдан. Населення села поступово зростало і вже у XVII ст. становило 200—250 родин. Люди заселяли окремі околиці, яким відповідно до занять та природних відмінностей давали назви: Рогатівка, Середня, Глинища, Підстінки, Лан, Підлісок, Кринички, Вільхівчики.
1655 — козацькі полки під час Національно-визвольної революції українського народу, звільнивши велику частину західноукраїнських земель, пройшли селом на штурм м. Чорткова і здобули його.
1918 — створено сільський комітет ґміни із шести осіб, який був місцевим представницьким органом ЗУНР.
3 жовтня 1920 — встановлено польську владу.
1923—1927 — відбулися сільські заворушення.
У боях проти гітлерівців брали участь 62 мешканці села; під час німецько-радянської війни загинули або пропали безвісти у Червоній армії 19 жителів:
- Зенон Березовський (нар. 1925),
- Йосип Кузів (нар. 1915),
- Едуард Куніцький (нар. 1905),
- Йосип Новіцький (нар. 1900),
- Володимир Панасюк (нар. 1922),
- Йосип Турчин (нар. 1914).

В УПА воювали Роман Бачинський («Степовик»), Ганна Гуцил, Кароліна Гуцул, Марія Гуцул, Павлина Гуцул, Володимир Подолянський, Йосип Шиманський та інші.
З 1947 року мешканці села зазнали каральної акції операції «Захід».
З 24 серпня 1991 року село входить до складу незалежної України.
У липні 2000 року внаслідок буревію пошкоджено дахи на 154 житлових та господарських будинках.
З 19 лютого 2020 року Горішня Вигнанка належить до Чортківської міської громади.
12 червня 2020 року, відповідно до розпорядження Кабінету Міністрів України № 724-р «Про визначення адміністративних центрів та затвердження територій територіальних громад Тернопільської області» увійшло до складу Чортківської міської громади.
19 липня 2020 року, в результаті адміністративно-територіальної реформи та ліквідації Чортківського району (1940—2020), увійшло до складу новоутвореного Чортківського району.

## Населення
|  |  |  |  | 1108 | 1120 |

Згідно з переписом УРСР 1989 року чисельність наявного населення села становила 1120 осіб, з яких 484 чоловіки та 636 жінок.
За переписом населення України 2001 року в селі мешкали 1202 особи.

### Мова
Розподіл населення за рідною мовою за даними перепису 2001 року:
| Мова       | Відсоток |
| ---------- | -------- |
| українська | 98,75 %  |
| російська  | 0,75 %   |
| польська   | 0,25 %   |
| білоруська | 0,08 %   |
| вірменська | 0,08 %   |

## Релігія
- церква Різдва Пресвятої Богородиці (УГКЦ, 2010 р.).

## Пам'ятники
Споруджено:
- пам'ятник воїнам-односельцям, полеглим під час німецько-радянської війни (1988),
- встановлено
  - погруддя Тараса Шевченка (1992).

## Соціальна сфера
За Австро-Угорщини і Польщі діяли філії товариств «Січ», «Луг», «Союз Українок», «Рідна школа», «Українська Бесіда», «Просвіта» та інших.
До 1939 року великим землевласником у Горішній Вигнанці був шляхтич Городецький, який мав тут фільварок.
1939 — відкрито початкову школу.
1941 — у селі примусово організовано колгосп, який відновив діяльність у 1947 році.
1970 — місцевий колгосп спеціалізувався на відгодівлі свиней.
Горішня Вигнанка телефонізована (1969), газифікована (1996).
Нині діють загальноосвітня школа I—III ступенів, Будинок культури, бібліотека, ФАП, футбольний клуб «Факел», ПП «Яночка», ПП «Сван», ПАП «Оберіг», колективно-пайове господарство «Вигнанське», фермерські господарства «Хом'як», «Промінь», ТзОВ «Агробудсервіс», ковбасний цех, хлібопекарня, торгові заклади.

## Відомі люди

### Народилися
- Тадеуш Варжевський (Tadeusz Warzewski; 1896—1972) — польський математик;
- Тадеуш Гензель (Tadeusz Henzel; 1905—1955) — польський учений-антрополог, етнолог, педагог;
- Михайло Коссак (1874—1938) — театральний дириґент, композитор, педагог-вокаліст, громадський діяч;
- Роман Кійонко — український військовослужбовець, старший солдат Збройних сил України, учасник російсько-української війни.[11]
- Олег Коцан — кандидат економічних наук;
- Павло Крижановський (1892—?) — один із українських першопоселенців у Канаді, підприємець;
- Йосифа Овод — заслужений працівник культури України;
- Францішек Угорчак (Franciszek Uhorczak; 1902—1981) — польський вчений у галузі географії і картографії, доктор філософії (1932 р.), професор;
- Христина Феціца (нар. 1984) — український волонтер, громадський діяч[12];
- Холодюк Роман Дмитрович (1988—2022) — солдат Збройних сил України, учасник російсько-української війни.
- Іван Шиманський (1908—1933) — учасник національно-визвольних змагань;
- Олеся Куцій — кандидат технічних наук.

## Печера
У селі є вапнякова печера (довжина 15 м).

## Світлини

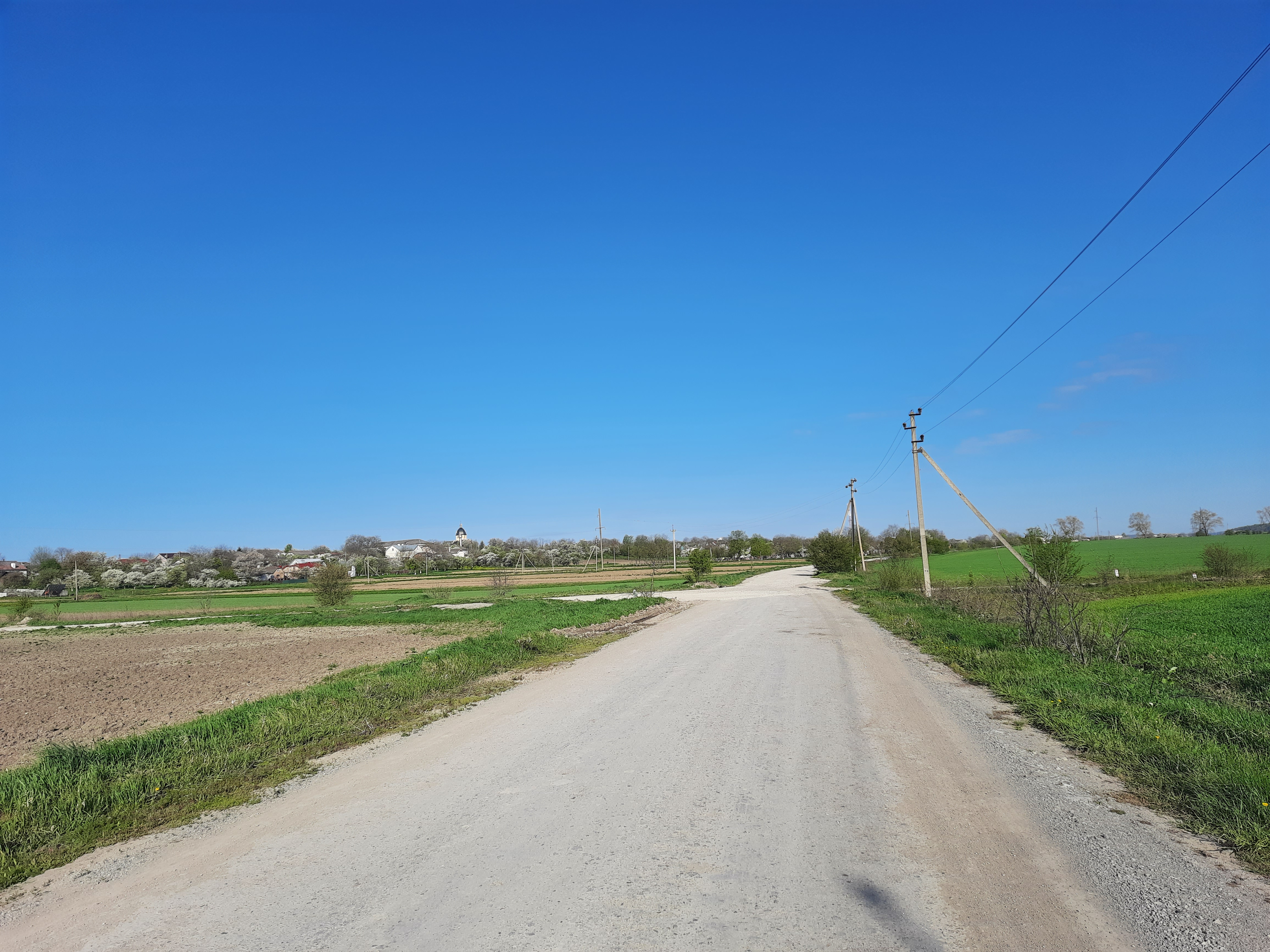
Дорога на село Горішня Вигнанка
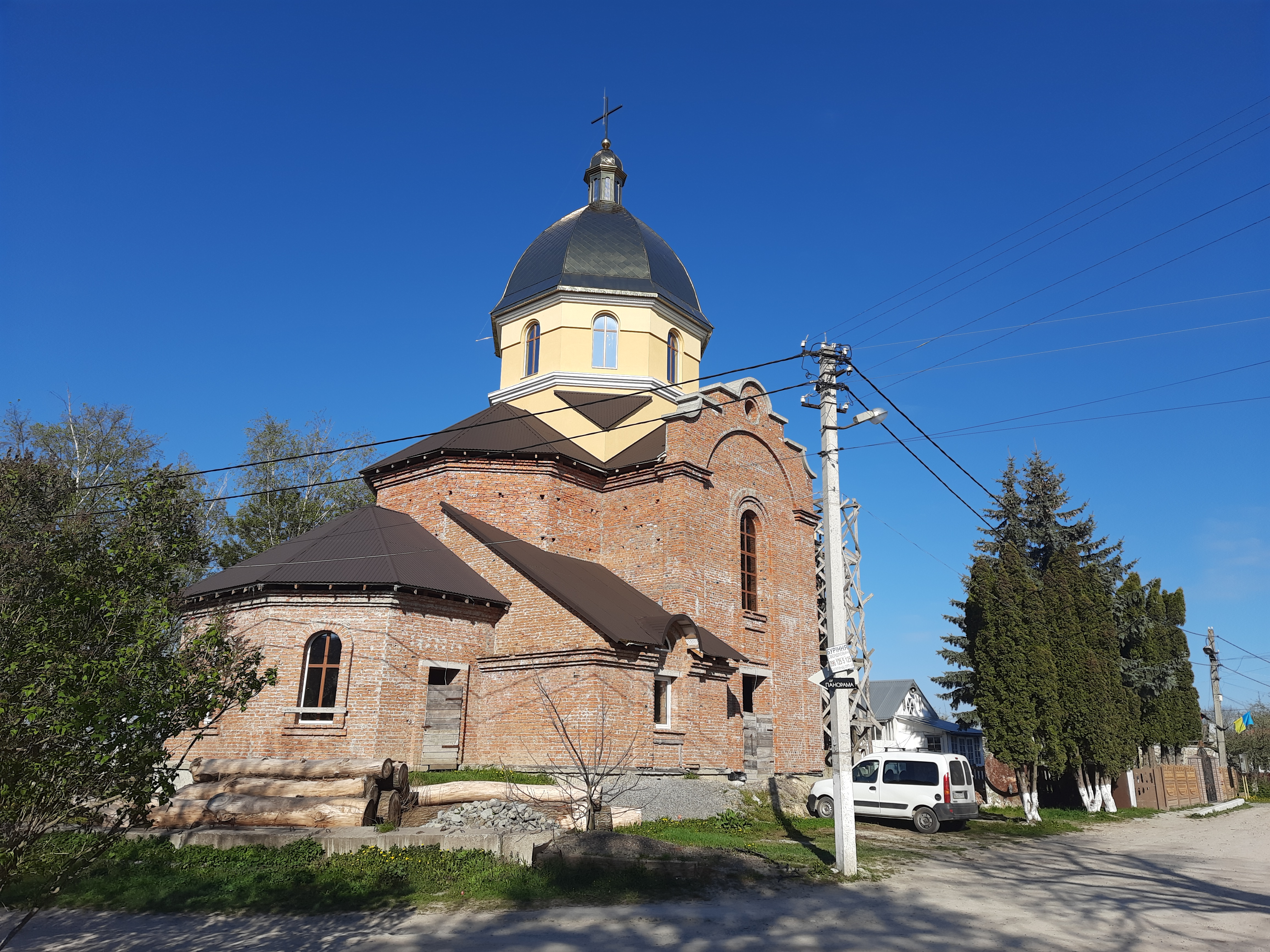
Церква Різдва Пресвятої Богородиці
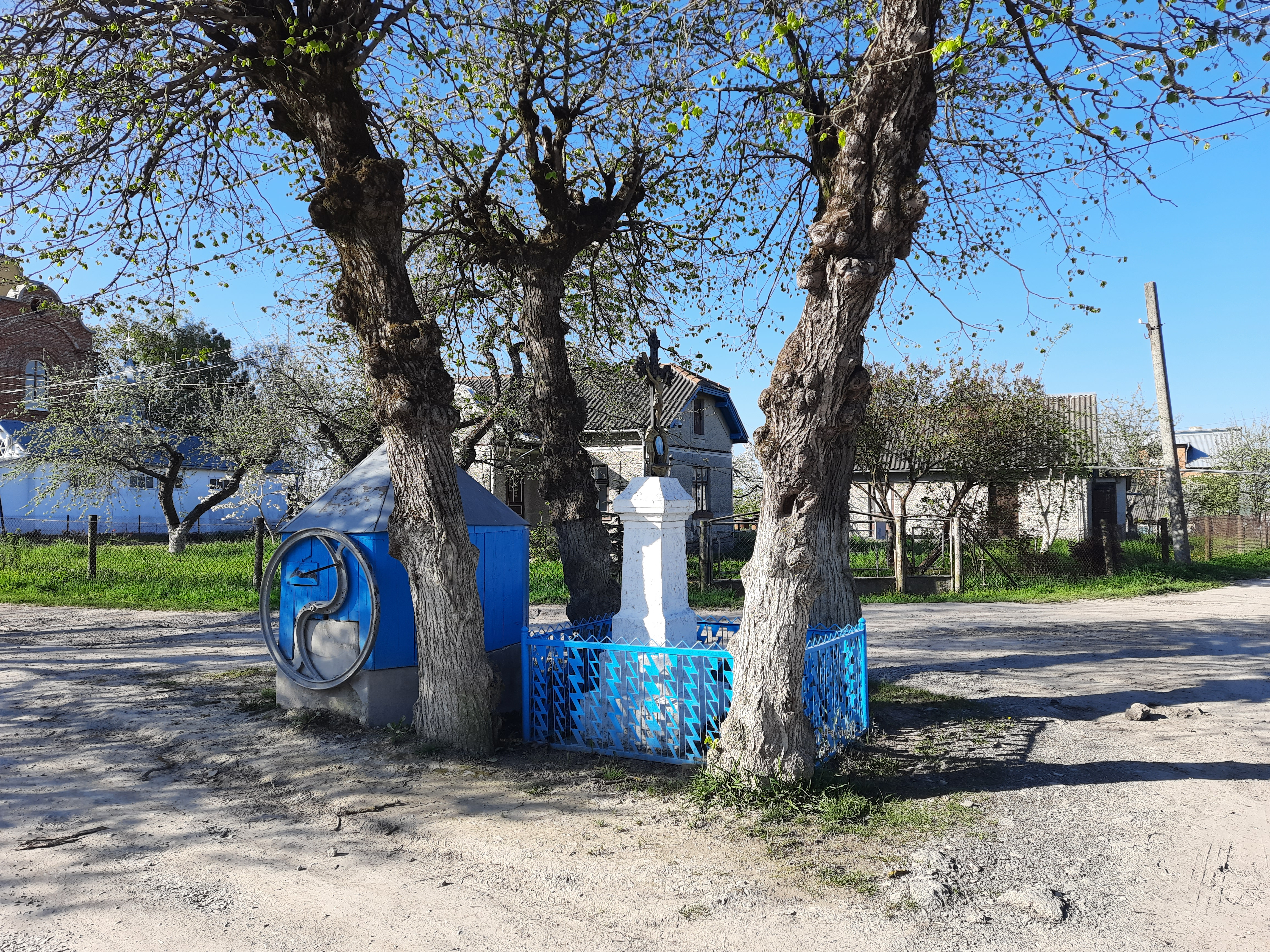
Пам'ятний хрест в центрі села
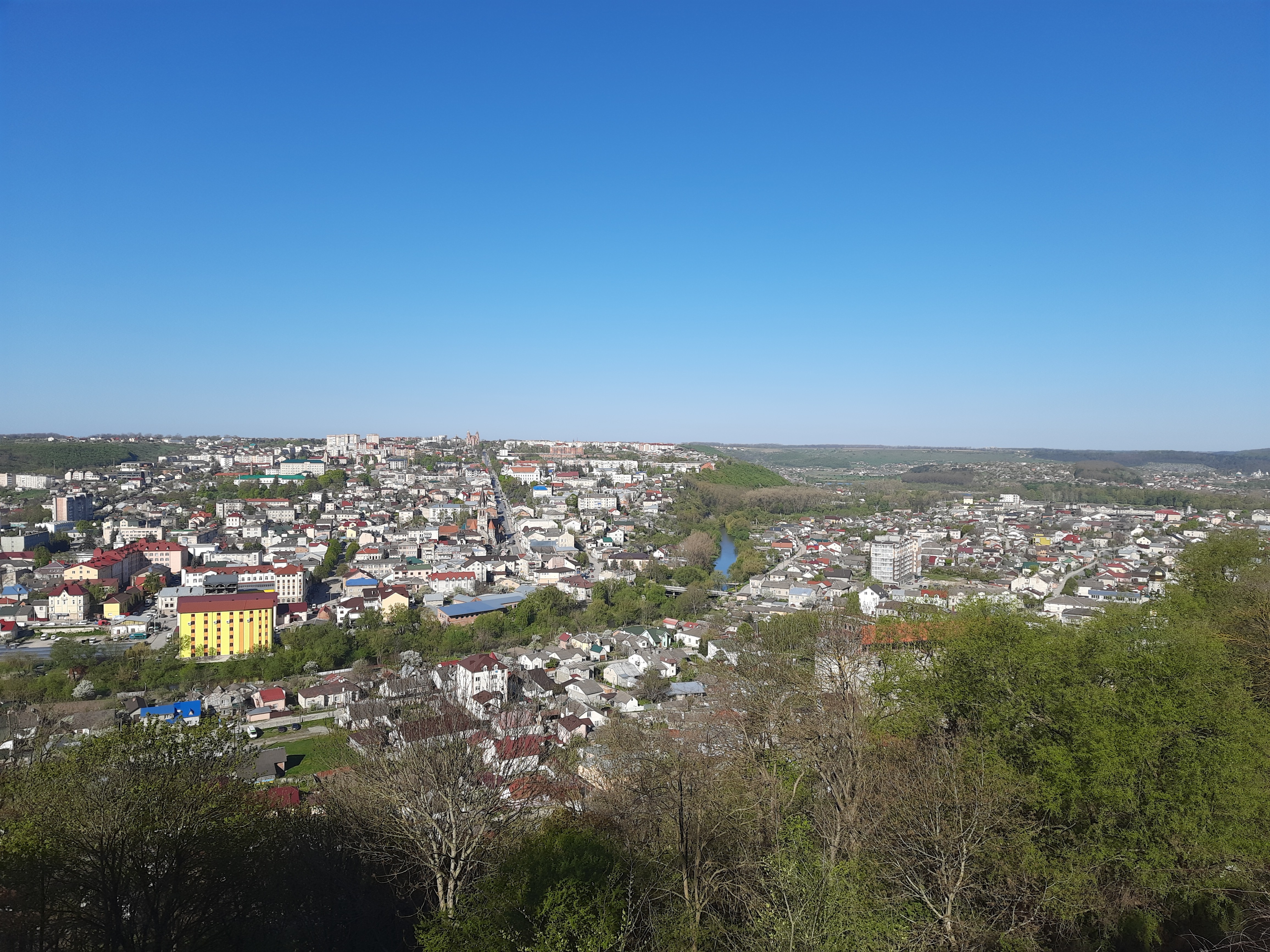
Панорама міста Чорткова з Горішньої Вигнанки
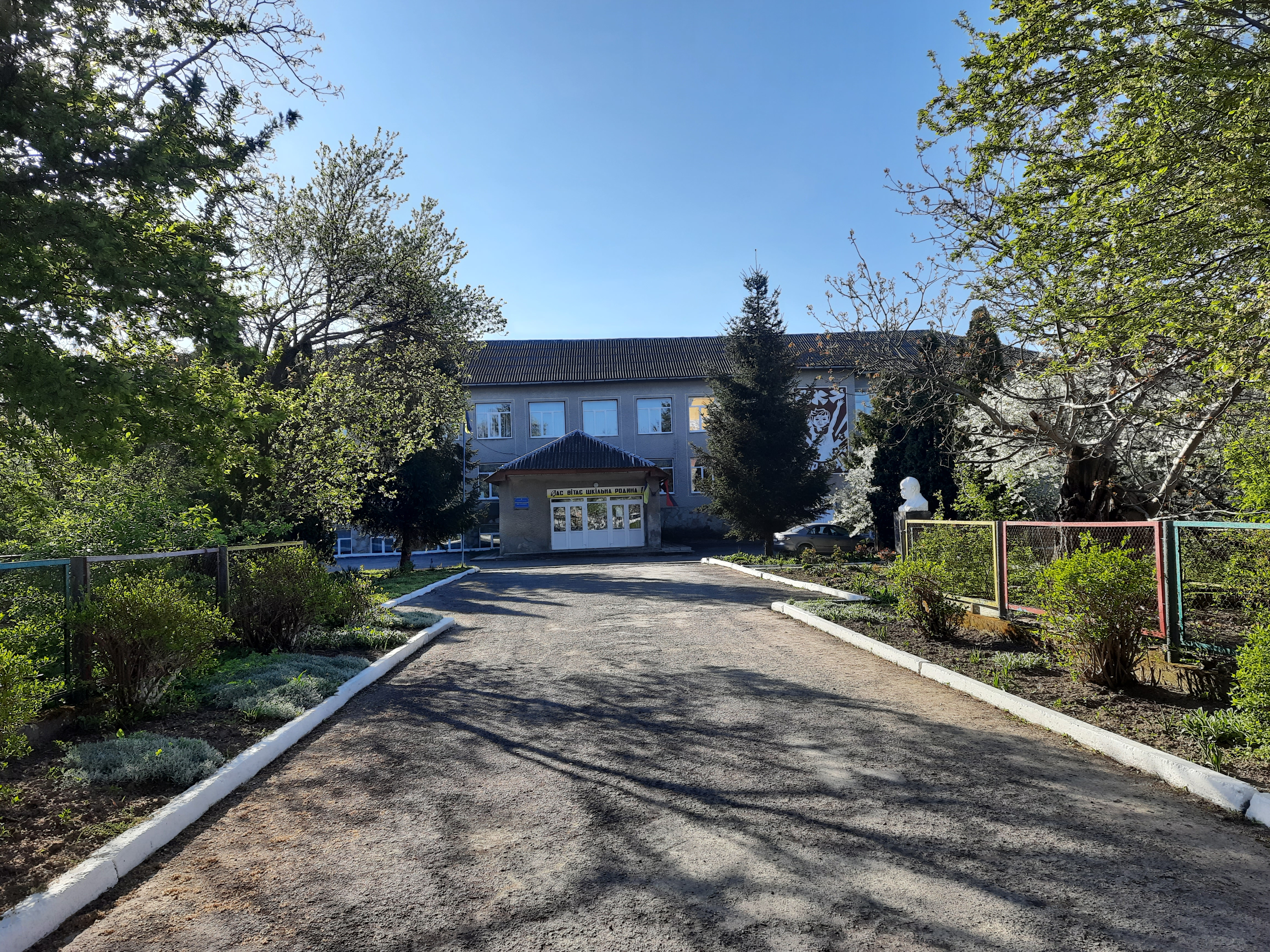
Школа